# Torre de Santa María (Malta)
La torre de Santa María ( en maltés: Torri ta' Santa Marija), también conocida como Torre Comino ( en maltés: Torri ta' Kemmuna), es una gran torre de vigilancia abaluartada en la isla de Comino en Malta . Fue construida en 1618 y es la quinta de las seis torres Wignacourt . La torre fue utilizada por las Fuerzas Armadas de Malta hasta 2002, y ahora está en manos de Din l-Art Ħelwa .
La torre es un hito destacado de Comino y se puede ver claramente tanto desde Malta como desde la isla de Gozo, así como desde el ferry entre las islas . 

## Historia

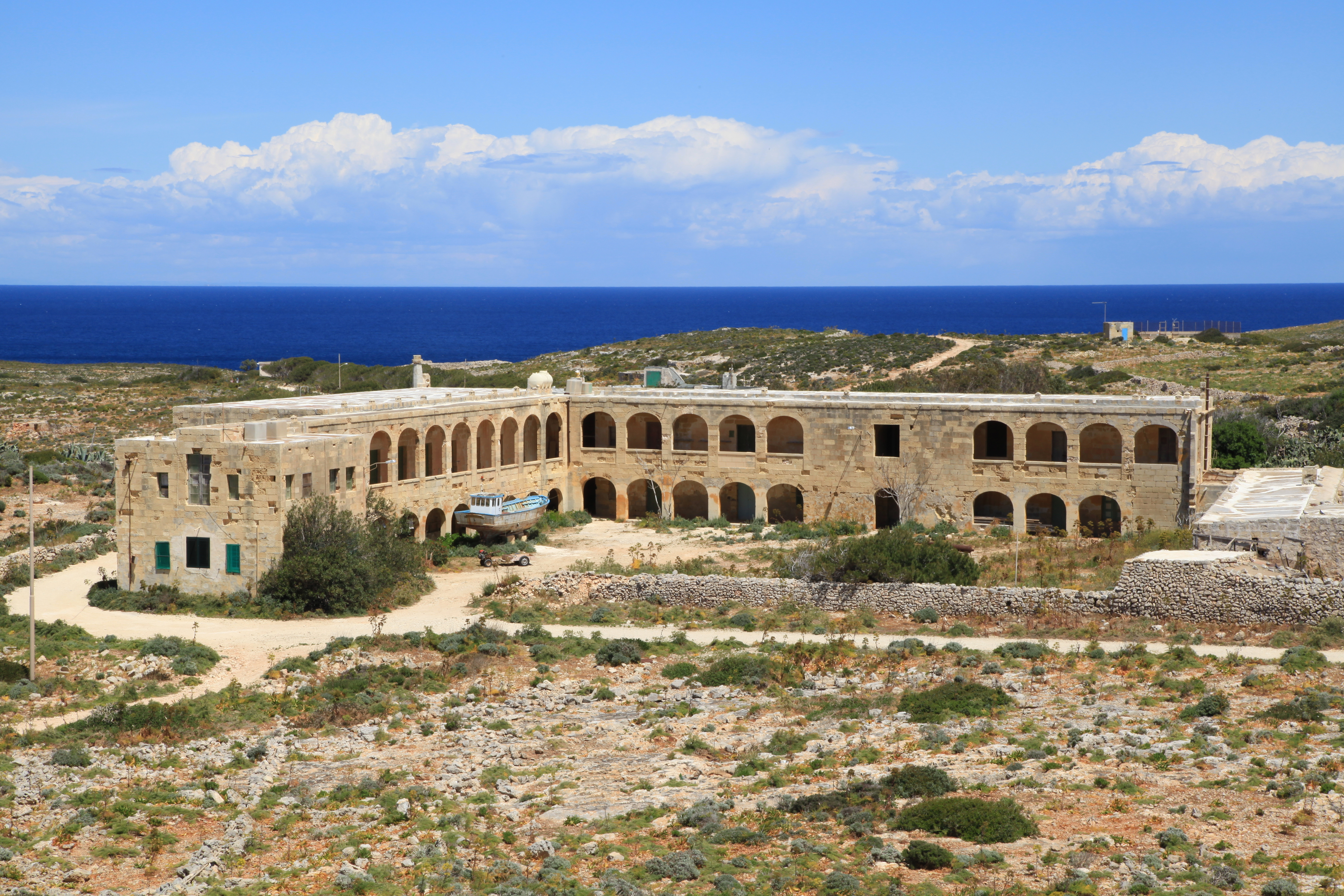
Cuartel de Comino, ubicado justo al norte de la torre.

La torre de Santa María fue construida en el año 1618 para defender la isla de Comino, ya que los barcos que viajaban entre las islas de Malta y Gozo eran atacados a menudo por corsarios berberiscos basados en los acantilados y arroyos de Comino. También sirvió como enlace de comunicaciones entre la isla de Gozo y Malta continental en caso de un ataque a Gozo. 
Los fondos para su construcción se recaudaron principalmente mediante la venta de maleza de Comino,  y el coste total estaría en los 18.628 escudos, 5 tari y 10 grani, lo que la convirtió en la más cara de todas las torres del grupo de las Wignacourt. Sin embargo, los elevados costes probablemente se debieron a las dificultades de transporte y construcción en una isla desértica.
Se desconoce el arquitecto que diseñó la torre. En 1647, Giovanni Francesco Abela afirmó que fue diseñada por Vittorio Cassar,  pero esto es poco probable ya que Cassar había muerto incluso antes de que se comenzaran los trabajos en la torre. 
Se trata de un edificio grande y cuadrado con cuatro torreones en las esquinas, el cual se encuentra a unos 80 metros sobre el nivel del mar. La torre en sí tiene unos 12 metros de altura, con paredes de aproximadamente 6 metros de espesor, y está elevada sobre una plataforma y un pedestal de aproximadamente 8 metros de altura. Sobre el pedestal se construyó una galería de mosquetería, pero esta ya no existe. En general, la torre es más alta que cualquiera de las otras torres del grupo de las Wignacourt. La torre estaba rodeada por un foso y un glacis, cuyos restos aún se pueden ver hoy. Dentro de la torre también se encuentra una capilla dedicada a San José . 
En épocas de crisis, su guarnición podía llegar a los 60 soldados. En 1791, su armamento incluía dos cañones de hierro de 12 libras, un cañón de bronce de 10 libras, un cañón de bronce de 4 libras y dos cañones de bronce de 3 libras. Después de 1715, también se construyeron la Batería de Santa María y el Reducto de Santa María alrededor de la costa de Comino, las cuales tenían una guarnición de 130 hombres y albergaban ocho cañones de 32 libras y diez cañones de 24 libras, que dominaban los canales norte y sur de Comino.
Posteriormente, la Orden construiría también un cuartel en Comino, a poca distancia de la torre. Posteriormente, el cuartel se utilizó como hospital de aislamiento. 
En el siglo XVII, Comino era un lugar de prisión o destierro para los caballeros andantes. Los caballeros que eran condenados por delitos menores eran sentenciados ocasionalmente a la solitaria y peligrosa tarea de administrar la torre de Santa María. Durante el bloqueo francés de 1798-1800, la torre de Santa María sirvió como prisión para los insurgentes malteses y sus aliados británicos, que encarcelaron a presuntos espías o simpatizantes franceses. En 1799, los insurgentes transfirieron los cañones de la torre a baterías de bloqueo para bombardear las posiciones francesas. Las posiciones insurgentes armadas con cañones tomados de Comino incluían la batería Tas-Samra  y la batería Ta' Għemmuna . 
La torre fue abandonada por el ejército británico en el año 1829. Durante varias décadas se consideró propiedad de las autoridades civiles locales y pudo haber sido utilizada como hospital de aislamiento o incluso como corral de invierno para animales de granja. La torre volvió a estar en servicio activo durante la Primera Guerra Mundial y la Segunda Guerra Mundial . La torre fue incluida en la Lista de Antigüedades de 1925. 
Entre los años 1982 a 2002, la torre fue utilizada por las Fuerzas Armadas de Malta . Sirvió como puesto de vigilancia y parada para protegerse contra el contrabando y la caza ilegal de aves migratorias en el mar. 

## En la actualidad

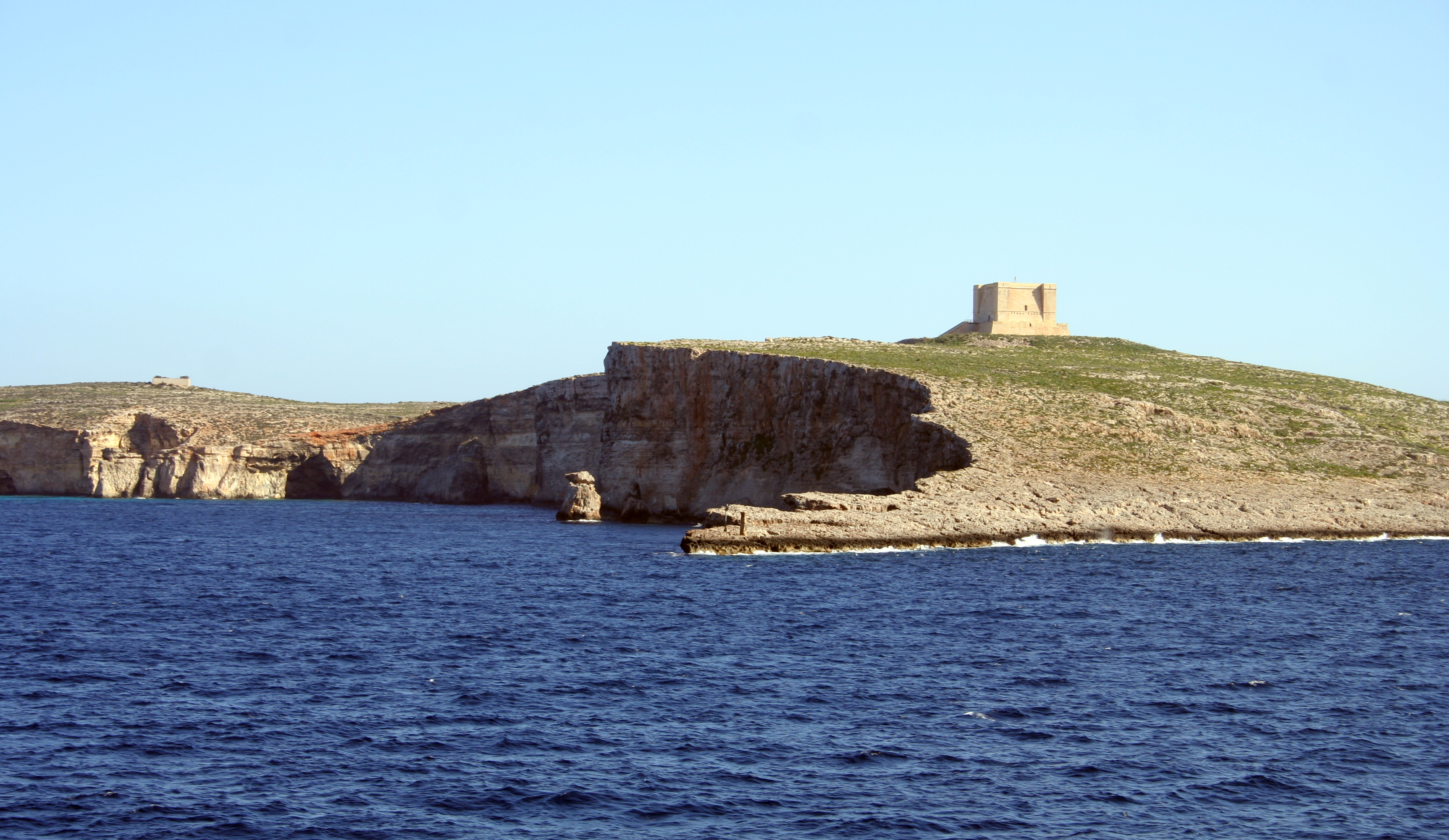
La torre vista desde el ferry de Gozo.

La Torre de Santa María fue entregada a Din l-Art Ħelwa en 2002 y fue restaurada entre 2002 y 2004. Actualmente se encuentra en buen estado de conservación, conservando la mayor parte de sus elementos arquitectónicos originales, a excepción de la galería de mosquetería y se encuentra abierta al público.

## En la cultura popular
- La Torre de Santa María representó a la prisión Château d'If en la película de 2002 El conde de Montecristo, protagonizada por Jim Caviezel . [12]
- La torre apareció en un sello postal emitido por MaltaPost en 2006. [13]